# Metophthalmus haigi
Metophthalmus haigi là một loài bọ cánh cứng trong họ Latridiidae. Loài này được Andrews miêu tả khoa học năm 1976.